# Eichberg, Schweiz
Eichberg är en ort och kommun i distriktet Rheintal i kantonen Sankt Gallen, Schweiz. Kommunen har 1 571 invånare (2023).